# 小行星5791
小行星5791（5791 Comello）是一颗绕太阳运转的小行星，为主小行星带小行星。该小行星于1973年9月29日发现。

## 轨道参数
小行星5791的轨道半长轴为2.8864377 UA，离心率为0.022。